# 彰化縣溪湖鎮溪湖國民小學
彰化縣溪湖鎮溪湖國民小學是位於彰化縣溪湖鎮上的一座國民小學。

## 歷史
溪湖國小創立於1903年6月9日，當時由溪湖鎮楊集與李聲洲捐地設校，校名為溪湖公學校。經二次遷移，1940年改稱中溪湖國民學校，1945年中華民國接管臺灣後，改為溪湖國民學校，屬台中縣。1950年台灣行政區域劃分改隸彰化縣，1968年實施九年國民義務教育時，改稱彰化縣立溪湖國民小學。

## 外部連結
- 彰化縣教育網路中心 （页面存档备份，存于）